# Sojas Wohnung
Sojas Wohnung (russisch Зойкина квартира Soikina kwartira) ist ein Theaterstück in drei Akten des sowjetischen Schriftstellers Michail Bulgakow. Zu Lebzeiten des Autors erschien das Stück nur in einer deutschen Übersetzung (1929 im J. Ladyschnikow Verlag). Erst 1982 wurde das Stück in der Sowjetunion publiziert.

## Inhalt
Das Stück spielt in Moskau in der Mitte der 1920er-Jahre zur Zeit der NEP. Damit ihre große 6-Zimmer-Wohnung nicht enteignet wird, eröffnet die ehemals reiche 35-jährige Soja Pelz offiziell eine „Musterschneiderei mit Lehrbetrieb“. Ihr Haus wird abends aber auch zu einem Etablissement, in dem es zu diskreten Begegnungen kommen kann. Sojas Geliebter Oboljaninow, ein ehemaliger Graf, geht ihr zur Hand, ebenso wie der Betrüger Amethystow. Soja hofft, genug Geld zu verdienen, um nach Frankreich gehen zu können. Es versammeln sich verschiedene Existenzen der frühen sowjetischen Jahre in Sojas Wohnung, unter anderem der einflussreiche Boris Semjonowitsch Fuchs, der kaufmännische Direktor des Trusts für schwerschmelzbare Metalle. Eines Abends erkennt er unter den leicht bekleideten Mitarbeiterinnen seine Geliebte Alla. Eine Kette von Ereignissen führt schließlich zum Mord an Fuchs. Die Szene wird von der Kriminalmiliz aufgelöst und Soja festgenommen.

## Deutschsprachige Ausgaben
- Sojkas Wohnung. Komödie in 4 Aufzügen. Einzig autorisierte Übersetzung von Erich Boehme. J. Ladyschnikow, Berlin 1929. (online)
- Sojas Wohnung. Stück in drei Akten. Aus dem Russischen von Thomas Reschke. S. 5–83 in: Michail Bulgakow. Stücke 2. Verlag Volk und Welt, Berlin 1990.
- Sojas Wohnung. Stück in drei Akten. Aus dem Russischen von Bernd Poßner. Verlag epubli, Berlin 2015. ISBN 978-3-7375-9170-6